# Causale inferentie
Causale inferentie is het onderdeel van de econometrie waarin wordt geprobeerd een causaal verband tussen verschillende economische grootheden te vinden door te bestuderen hoe die grootheden ten opzichte van elkaar veranderen, hoe zij van elkaar afhankelijk zijn. Het causale verband wordt daarbij aan de hand van metingen aan macro-economische modellen bepaald, die in de praktijk worden gedaan, bijvoorbeeld door de gevolgen van verschillende maatregelen in twee overeenkomstige situaties met elkaar te vergelijken. De twee beide situaties waaraan wordt gemeten, kunnen gelijktijdig voorkomen, maar op een verschillende plaats, maar ook op dezelfde plaats, maar in de tijd na elkaar.
Guido Imbens, Joshua Angrist en David Card kregen in 2021 de Prijs van de Zweedse Rijksbank voor economie toegekend voor hun werk aan causale inferentie, Guido Imbens en Joshua Angrist voor hun methodologische bijdrage aan de analyse van causale inferentie, David Card voor zijn empirische bijdragen aan de arbeidseconomie.

## Websites
- M Beunderman en E Kalse. De derde Nederlandse winnaar van de Nobelprijs voor de Economie gebruikt de geschiedenis als experiment, 11 oktober 2021. voor het NRC Handelsblad.
- Universiteit Utrecht. Causale inferentie.